# العلاقات الإسرائيلية القطرية
العلاقات القطرية الإسرائيلية هي العلاقات بين دولة قطر ودولة إسرائيل. قام البلدان بإنشاء علاقات تجارية منذ سنة 1996، لكنّ في كلا البلدين لا توجد علاقات دبلوماسية كاملة بينهما.

## العلاقات الدبلوماسية

### 2008–2013
بعد الحرب على غزة بين عامين 2008 و2009، استضافت قطر مؤتمرًا طارئًا للدول العربية وإيران لمناقشة الحرب. تمثل حركة حماس الإدارة في قطاع غزة، مُقابل السلطة الوطنية الفلسطينية التي تُمثل الفلسطينيين تُسيطر حركة فتح على الضفة الغربية، مما يقوض الدعم إلى الرئيس الفلسطيني محمود عباس. حث خالد مشعل، زعيم حماس آنذاك، والرئيس السوري بشار الاسد، والرئيس الإيراني أحمدي نجاد جميع الدول العربية التي لها علاقات مع إسرائيل إلى إنهاء العلاقات.
وفي مطلع عام 2012 دعت الدوحة لتحقيق دولي في كل العمليات الإسرائيلية بالقدس منذ العام 1967 والتي تهدف إلى «طمس الهوية العربية والإسلامية»، وتسببت هذه الخطوة ضررا كبيرا لإسرائيل، حيث دفعت علاقات قطر مع عناصر مثل إيران وحماس- لاتخاذ إسرائيل قرارا بقطع علاقاتها مع الدوحة وغلق المكاتب الدبلوماسية نهائياً بدأت بالتدريج منذ مارس 2011، ومنع حاملي جوازات السفر القطرية من دخول الضفة الغربية ووقف التعاون العسكري بين قطر والشركات العسكرية الإسرائيلية.
أدت زيارة حمد بن خليفة آل ثاني أمير قطر لغزة -التي تعد الأولى من نوعها لزعيم عربي للقطاع منذ الحصار الإسرائيلي على القطاع والثانية للأمير منذ عام 1999- غضب وخيبة أمل إسرائيل، خاصة أنه أول زعيم عربي يكسر الحصار المفروض على غزة. واعتبرت الصحيفة الإسرائيلية جورساليم بوست عبر لسان دبلوماسي إسرائيلي «إن زيارة الأمير لقطاع غزة خطوة هامة منحت حماس الشرعية التي كانت ترغب فيها وبقوة، وأنه يتوجب على إسرائيل أن تستغل تأثيرها على قطر لإقناعها بتغيير سلوكها». وقالت إن «وصف قطر بالعدو اللدود يأتي بعد 4 سنوات من تجميد الدوحة لعلاقاتها التجارية مع إسرائيل في أعقاب عملية الرصاص المصبوب». وزعمت أنه في عام 2010، أعربت قطر عن اهتمامها بتجديد العلاقات مع إسرائيل إذا سمحت لها بلعب دور رئيسي في إعادة إعمار غزة، لافتة إلى تخوف إسرائيل من تنامي علاقات قطر مع إيران، إضافة إلى «رغبتها في تفادي الندية التي بين قطر وبين السعودية ومصر». وكانت الزيارة التاريخية إلى غزة قد حظيت باهتمام دولي واسع، باعتبارها أول زيارة يقوم بها زعيم دولي لكسر الحصار المفروض على قطاع غزة، حيث شهدت الزيارة تدشين الأمير عددا من المشروعات التنموية في مجالات الصحة والتعليم وإعادة إعمار المنشآت الحيوية التي هدمتها الآلة العسكرية الإسرائيلية خلال عدوانها على القطاع عام 2008.
في 30 نيسان/أبريل 2013، قال رئيس الوزراء القطري آنذاك الشيخ حمد بن جاسم آل ثاني إن الاتفاقات النهائية مع الفلسطينيين يُمكن أن تشمل مبادلة الأراضي بدلاً من التمسك بحدود عام 1967. وقد لقي ذلك التصريح ترحيبًا إيجابيًا في إسرائيل حيثُ قالت وزيرة العدل آنذاك تسيبي ليفني: «هذا الخبر إيجابي للغاية. في هذا العالم المضطرب ... يُمكن أن يُسمح للفلسطينيين بالدخول إلى الغرفة وتقديم التنازلات المطلوبة ورسالة إلى الشعب الاسرائيلي بأن الأمر لا يتعلق فقط بنا وبالفلسطينيين» وأضافت أن «السلام بين الفلسطينيين والاسرائيليين هو ... خيار استراتيجي للدول العربية.»

### 2014–2019
هاجم أفيغدور ليبرمان وزير الخارجية الإسرائيلي حكومة قطر أثناء الحرب على غزة 2014 في تصريحات له على صحيفة هآرتس عن دولة قطر و قال بأنها هي العمود الفقري للإرهاب في العالم وإتهم قناة الجزيرة بأنها تروج لجماعة إرهابية مثل حماس و قال إن الولايات المتحدة لن تسمح بافتتاح مكتب لوسيلة إعلامية تابعة لتنظيم القاعدة في نيويورك و لمح لاغتيال خالد مشعل المقيم في الدوحة وقال أن حركة حماس تتلقى تمويل من قطر.
في 9 مارس 2015، طلب السفير القطري في غزة مُوافقة مُباشرة من إسرائيل لاستيراد مواد بناء إلى قطاع غزة بعد أن رفضت مصر السماح للوفد القطري بالعبور عبر معبر رفح الحدودي. انتقدت السلطة الفلسطينية وحركة فتح دولة قطر وأدانتا جهودهم في الاتصال المباشر مع إسرائيل
في يونيو 2015، قامت الحكومة القطرية بتسهيل المُناقشات بين إسرائيل وحماس في الدوحة لمُناقشة إمكانية وقف إطلاق النار لمدة خمس سنوات بين الطرفين.
في يونيو 2017، أعلنت إسرائيل عن طرد قناة الجزيرة القطرية الحكومية من إسرائيل. في نهاية القرن العشرين، ، وفقًا للمؤلف والكاتب الإماراتي سالم الكتبي، قاطعت قطر بعض الدول التي لجأت إلى السلام وتطبيع العلاقات مع إسرائيل.

### زيارات دبلوماسية
على الرغم من دعم قطر لحركة حماس، حافظ القادة الإسرائيليون على اتصال مباشر مع قطر. في يناير 2007، في الأشهر الأخيرة من توليه منصب نائب رئيس الوزراء، قام الرئيس السابق شيمون بيريز بزيارة إلى العاصمة الدوحة. كما زار بيريز قطر في عام 1996، عندما أطلق المكتب التجاري الإسرائيلي الجديد هُناك.
في يناير/كانون الثاني 2008، التقى وزير الدفاع الإسرائيلي إيهود باراك برئيس الوزراء القطري السابق الشيخ عبد الله بن خليفة آل ثاني في سويسرا في المنتدى الاقتصادي العالمي. وقد أبقت إسرائيل هذه المُحادثات سرية.
كما التقت وزيرة الخارجية تسيبي ليفني بأمير قطر في مؤتمر للأمم المتحدة في عام 2008. وفي أبريل 2008، زارت قطر حيثُ حضرت مؤتمرًا والتقت الأمير ورئيس الوزراء ووزير النفط والغاز.

## العلاقات الثقافية
شاركت اللجنة الأولمبية القطرية ودولة إسرائيل في تمويل استاد الدوحة في مدينة سخنين العربية الواقعة في منطقة الجليل في إسرائيل. وقد سُمي الملعب على اسم مدينة الدوحة القطرية. جاء قرار القطريين ببناء الاستاد في إسرائيل بعد اجتماع بين عضو الكنيست العربي أحمد الطيبي والأمين العام للجنة الأولمبية القطرية الشيخ سعود عبد الرحمن آل ثاني بعد أن أعرب أحمد الطيبي عن قلقه بشأن أوضاع الرياضة في مدينة سخنين للمجتمع العربي داخل إسرائيل. وكان دور قطر هو إظهار أن العلاقات بين البلدين سلمية ولديهم ذات الاهتمام.
في فبراير 2020، حضر الطبيب الإسرائيلي فيرد ويندمان حدث نظمته الجمعية الدولية لمنع إساءة معاملة الأطفال وإهمالهم (ISPCAN) في الدوحة، قطر.
وعندما مُنحت قطر شرف استضافة كأس العالم لكرة القدم 2022 أعلنوا عن السماح لإسرائيل بالمشاركة في البطولة إذا حققت مُتطلبات التأهل.

## العلاقات الاقتصادية
أقامت قطر علاقات تجارية مع إسرائيل في عام 1996، لتكون أول دولة على الحدود مع الخليج العربي تقوم بذلك. وفي عام 2000، أغلقت السلطات القطرية مكتب التجارة الإسرائيلي في قطر. وجاء ذلك بعد بدء الاجتماع الوزاري لوزراء خارجية منظمة المؤتمر الإسلامي. ولكن حسب تصريح عضو الكنيست الإسرائيلي والرئيس السابق لمكتب التمثيل التجاري في العاصمة القطرية الدوحة إيلي أفيدار ووفقًا قناة سكاي نيوز عربية، فإن قطر لم تقفل المكتب، وقال حسب وصفه بأن «قطر كذبت خلاله على الدول مدعية بأنها أقفلت المكتب، بينما كنتُ هناك، وطلبوا مني أن أصمت وألا أغادر البيت وأن تبقى السفارة مغلقة.. هذا أسلوب قطر، أسلوب الخدع والكذب»..[بحاجة لمصدر مستقل] أبدت دولة قطر استعداها تزويد إسرائيل بالغاز وإلى مدة غير محدودة وبأسعار رمزية. بعد توقف إمدادات الغاز الطبيعي إلى إسرائيل من خلال خط الأنابيب المصري الواقع في سيناء بعد أن فجره مجهولون، قامت السلطات القطرية بعملية تزويد سريعة لإسرائيل من خلال ضخ الغاز الطبيعى لها عوضًا عن توقف الغاز المصري.
قطعت قطر علاقاتها التجارية مع إسرائيل بشكل دائم في عام 2009 بعد عملية الرصاص المسكوب. في عام 2010، عرضت قطر مرتين إعادة العلاقات التجارية مع إسرائيل والسماح بإعادة البعثة الإسرائيلية إلى الدوحة، بشرط أن تسمح إسرائيل لقطر بإرسال مواد البناء والأموال إلى غزة للمُساعدة في إعادة تأهيل البنية التحتية، وأن تقدم إسرائيل بيانًا علنيًا تعرب فيه عن تقديرها لدور قطر وتعترف بمكانتها في الشرق الأوسط. رفضت إسرائيل هذا العرض على أساس أن الإمدادات القطرية يمكن أن تُستخدم من قبل حركة حماس لبناء المخابئ وتعزيز المواقع التي تُطلق منها الصواريخ على المدن والبلدات الإسرائيلية، وأن إسرائيل لا تريد المشاركة في المنافسة بين قطر ومصر على الوساطة في الشرق الأوسط.
وفقًا للمكتب المركزي الإسرائيلي للإحصاء، بلغت الصادرات الإسرائيلية إلى قطر 509 آلاف دولار في عام 2012، خاصة الآلات وأجهزة الكمبيوتر والأدوات الطبية. بلغت الواردات من قطر 353 ألف دولار في عام 2013 مُعظمها من البلاستيك.
في ديسمبر 2018، سمحت إسرائيل لقطر بدفع مبلغ 13 مليون يورو لعمال غزة لمُدة 6 شهور للمُساعدة في الأزمة الإنسانية في منطقة غزة.
ويقول ريفيل أيضًا في كتابه إلى التكلم عن تحريض قطري على السعودية والإمارات لدى إسرائيل، مستشهداً بالاتفاق القطري –الإسرائيلي لإنشاء مزرعة متطورة تضم مكانًا لإنتاج الألبان والأجبان اعتمادًا على أبحاث علمية تم تطويرها في مزارع إسرائيلية، لأجل منافسة منتجات السعودية والإمارات.

## أحداث رياضية
في فبراير 2008، أصبحت لاعبة التنس شاحار بئير أول إسرائيلية تُشارك في بطولة مُحترفة للتنس للسيدات في شبه الجزيرة العربية ووصلت إلى الجولة الثالثة من بطولة قطر المفتوحة للسيدات في الدوحة. وفي وقت لاحق، شاركت مرة أخرى في قطر في عام 2012.
في عام 2014، شارك السباحون الإسرائيليون في بطولة العالم للسباحة 2014 (25 متر) في الدوحة. في عام 2016، شارك ثُنائي كرة الطائرة الشاطئية الإسرائيلية، شون فايغا وأرييل هيلمان، في بطولة قطر لكرة الطائرة الشاطئية في الدوحة.
في يناير 2018، شارك لاعب التنس الإسرائيلي دودي سيلا في بطولة قطر إكسون موبيل المفتوحة 2018. في فبراير 2018، لعب فريق كرة اليد الإسرائيلي للشباب في بطولة العالم لكرة اليد للمدارس 2018 في قطر. في أكتوبر 2018، شارك لاعبو الجُمباز الإسرائيليون في بطولة العالم للجمباز الفني 2018، التي أُقيمت للمرة الأولى في الدوحة والشرق الأوسط. في نوفمبر 2018، شاركت الفارسة الإسرائيلية دانييل غولدشتاين في جولة أبطال العالم 2018 في الدوحة.
في مارس 2019، تم عزف النشيد الوطني الإسرائيلي في قطر بعد فوز لاعب الجمباز الإسرائيلي ألكسندر شاتيلاوف بالميدالية الذهبية لممارسة الألعاب الأرضية خلال بطولة كأس العالم للجمباز الفني 2019. في خريف 2019، شارك رياضيون إسرائيليون في بطولة العالم لألعاب القوى 2019 في الدوحة.